# Futsal Minerva
Futsal Minerva – szwajcarski klub futsalowy z siedzibą w mieście Berno, obecnie występuje w najwyższej klasie rozgrywkowej Szwajcarii.

## Sukcesy
- Mistrzostwo Szwajcarii (4): 2011/12, 2012/13, 2016/17, 2018/19